# PcVue
PcVue ist ein PC-basiertes SCADA-System des Unternehmens ARC Informatique. Die Software, deren erste Version (PcVue DOS) bereits 1984 erschien, wird heute weltweit im Rahmen der Produktreihe PcVue Solutions vertrieben.

## Beschreibung
PcVue in seiner aktuellen Version 9.0 (Stand Januar 2010) dient der Überwachung und Steuerung automatisierter Prozesse in Industrie- und Infrastrukturanwendungen, sowie der Gebäudeautomatisierung. Die grafische Benutzeroberfläche FrontVue stellt als Mensch-Maschine-Schnittstelle (HMI) dem Bediener die dazu notwendigen Funktionen zur Verfügung. FrontVue ist sowohl Entwicklungs- als auch Runtimeumgebung. FrontVue wurde des Weiteren von ARC Informatique für andere Hersteller von Visualisierungsprogrammen lizenziert. So stellt eine ältere Version von FrontVue beispielsweise die Basis der HMI der SCADA-Software FactoryLink (Client Builder) dar.
Die Konnektivität zur Prozessebene, also zum Beispiel zu speicherprogrammierbaren Steuerungen (SPS), Reglern oder Messgeräten, kann in PcVue entweder durch die offene Treiberschnittstelle Cimway oder über OPC hergestellt werden. Für die Anwendung im Bereich Gebäudeautomatisierung stehen außerdem die branchenspezifischen LON- und BACnet-Schnittstellen zur Verfügung. Insgesamt beherrscht PcVue über ca. 50 Kommunikationsprotokolle nativ. Durch eine Kooperation mit KEPware Technologies und der Auslieferung des KEPware-OPC-Servers im Bundle, wird die Konnektivität von PcVue um über 100 weitere Kommunikationsprotokolle erweitert.
Weitere SCADA-typische Funktionalitäten, die in PcVue enthalten sind, umfassen die historische Datenaufzeichnung, Rezeptverwaltung, Scheduling, Alarmmanagement, Trendkurvendarstellung und Benutzerverwaltung.
PcVue stellt als offenes System auf verschiedenen Ebenen Schnittstellen zur Einbindung von zusätzlichen Funktionen bereit. Außer Cimway sind dies eine C++- und eine WebServices-API, sowie Microsoft Visual Basic for Applications (VBA). Zugriff auf interne Funktionen erhalten Projektentwickler außerdem über die interne Skriptsprache SCADA Basic.

## Produktmerkmale
PcVue ist modular aufgebaut und basiert auf einer dreigliedrigen Softwarearchitektur, die die Abkürzung SCADA (Supervisory control and data quisition) widerspiegelt. Auf die Kommunikationsebene, die dem Datenaustausch mit der Feldebene dient, setzt der eigentliche Kernel der Software auf. Diesem sind die interne Variablendatenbank sowie grundlegende Logikfunktionalitäten und Echtzeitberechnungen zuzuordnen. Für die Auswertung von Daten und die Steuerung des Prozesses stehen in der obersten Ebene verschiedene Werkzeuge zur Verfügung. Dies wären zum einen die Visualisierungswerkzeuge FrontVue und WebVue. Daneben existieren mit dem HDS (Historical Data Server) Module für die Aufzeichnung und den Abruf von historischen Daten in/aus verschiedenen Datenbanksystemen (MS Sql Server, MS Access, ODBC usw.), Schnittstellen für den Austausch von Daten mit übergeordneten Systemen (WebServices und OPC) und eine auf WinNet basierende Netzwerkfunktionalität für den Aufbau komplexer Mehrplatz- und Client-/Serverarchitekturen.
Als Beispiele für technologische Innovation und Vorreiterschaft der Software im SCADA-Bereich in den vergangenen Jahren, können die umfangreichen Funktionalitäten hinsichtlich automatischer Projekterstellung (Smart Generator), insbesondere des Smart Generators for AutoCAD, 3D-Visualisierung und Interoperabilität auf Basis von WebServices genannt werden. Besonderes Augenmerk verdienen außerdem der Betrieb von Mehrplatzanwendungen unter Windows Terminal Server und die Möglichkeit der Kopplung von Active Directory mit der internen Benutzerverwaltung (Single Sign-On). Mit der Verwendung des WebVue Web-Clients steht dem Entwickler der Visualisierung die Möglichkeit zur Verfügung den Bedienern Fließbilder im Webbrowser verfügbar zu machen. Dabei müssen im Normalfall keine Anpassungen an den vorhandenen Fließbildern vorgenommen werden.
Einzigartig ist die Eigenschaft von PcVue in verteilten Applikationen auf jeder Station exakt identische Projektkonfigurationen zu verwenden. Das Verhalten der einzelnen Stationen definiert sich ausschließlich über den Hostnamen oder die IP-Adresse, die der jeweiligen Station zugeordnet ist. Dies vereinfacht die Inbetriebnahme und Wartung komplexer Client/Server-Projekte um ein Vielfaches.
Wichtige Hilfsmittel für Projektentwickler sind außerdem die integrierte Versionsverwaltung (inklusive FTP-Client), die umfangreiche Symbolbibliothek und der durchgängig objektorientierte Ansatz der Software.
Außerdem kostenlos im Lieferumfang enthalten sind folgende Add-Ons.
Kostenlose Add-Ons:
- WebVue
- WebScheduler for SV
- KEPware OPC Server for AI Products
- Datenbankmanager
- MS Sql Server 2008

Des Weiteren sind native LON- und BACnet-Integration ohne Aufpreis in der Software enthalten.
Kostenpflichtige Add-Ons:
- Dream Report
- Alert!
- IntraVue

Smart Generatoren zur automatischen Projektgenerierung:
- Smart Generator Generic XML
- Smart Generator STEP7
- Smart Generator LON
- Smart Generator AutoCAD
- Smart Generator ISaGRAF
- Smart Generator WAGO Codesys
- Smart Generator WAGO Dali
- Smart Generator Unity
- Smart Generator FL

## Einsatzbereiche
Haupteinsatzbereiche der Software sind Industrie, Infrastruktur und Gebäudeleittechnik. PcVue ist dabei branchenunabhängig und im Besonderen in sensiblen und kritischen Umgebungen einsetzbar.
Prozessindustrie und Prozesssteuerung:
- Nahrungsmittelindustrie
- Eisen- und Stahlindustrie
- Pharmaindustrie
- Chemieanlagen und petrochemische Anlagen
- Automobilindustrie

Gebäude und Infrastruktur:
- Umwelttechnik
- Transport (u. a. Flughäfen, Bahn, Tunnel, …)
- Energiewirtschaft
- Öl- und Gasförderung
- Verwaltungsgebäude
- Sportstadien

## Meilensteine
PcVue wird seit 1985 kontinuierlich weiterentwickelt. Die nachfolgende Tabelle bietet einen Überblick über Meilensteine in der Entwicklung der Software zu einem international anerkannten Standardprodukt. Heute wird PcVue von Distributoren mit Niederlassungen in über 30 Ländern vertrieben. Zusätzlich unterhält ARC Informatique sieben französische und sieben internationale Vertriebs-, Support- und Entwicklungsbüros.
| Jahr | Meilenstein                                     | Unterstützte Betriebssysteme (u. a.)           |
| ---- | ----------------------------------------------- | ---------------------------------------------- |
| 1981 | Gründung von ARC Informatique                   |                                                |
| 1985 | Veröffentlichung von PcVue DOS                  | MS-DOS                                         |
| 1993 | Veröffentlichung von PcVue 2                    | Windows 3.1 und OS2                            |
| 1997 | Veröffentlichung von PcVue 32                   | Windows NT4 und Windows 98                     |
| 2000 | Veröffentlichung von PcVue Version 7 und WebVue | Windows 2000                                   |
| 2002 | Veröffentlichung von PlantVue                   |                                                |
| 2005 | Veröffentlichung von PcVue Version 8            | Windows XP, Windows Server 2003 und Windows CE |
| 2008 | Start PcVue Solutions                           |                                                |
| 2009 | Veröffentlichung von PcVue Version 9            | Windows 7 und Windows Server 2008              |
| 2010 | Veröffentlichung von PcVue Version 10           |                                                |

## Verbreitung
PcVue wird in den Sprachen Französisch, Englisch, Deutsch, Spanisch, Italienisch, Russisch, Lettisch, Chinesisch und Japanisch veröffentlicht. Zurzeit  sind circa 40.000 Lizenzen der Software aktiv, was der Anzahl sich in Betrieb befindlicher Server- und Bedienstationen entspricht. ARC Informatique bietet seinen OEM-Partnern die Möglichkeit, die Software unter eigenem Namen zu vertreiben (engl. brand labelling). Aus diesem Grund sind viele PcVue-Installationen in Deutschland nicht auf den ersten Blick als solche zu erkennen, da es sich um Derivate handelt. PcVues Grafikoberfläche FrontVue ist zudem als eigenständige Software, die nichts weiter als eine grafische Benutzeroberfläche und einen OPC-Client umfasst, sowie als Teil von PlantVue und FactoryLink im Einsatz.